# Aambaliyasan
Aambaliyasan é uma vila no distrito de Mahesana, no estado indiano do Guzerate.

## Demografia
Segundo o censo de 2001, Aambaliyasan tinha uma população de 6736 habitantes. Os indivíduos do sexo masculino constituem 54% da população e os do sexo feminino 46%. Aambaliyasan tem uma taxa de literacia de 66%, superior à média nacional de 59.5%; com 61% para o sexo masculino e 39% para o sexo feminino. 15% da população está abaixo dos 6 anos de idade.